# Sverre Rotevatn
Sverre Rotevatn (* 17. Januar 1977) ist ein ehemaliger norwegischer Nordischer Kombinierer.

## Werdegang
Am 8. Januar 1996 gab Sverre Rotevatn sein Debüt im B-Weltcup der Nordischen Kombination. In einem Gundersen-Wettkampf von der Normalschanze, der in Klingenthal stattfand, belegte er den dritten Rang. In dieser Wettbewerbsserie startete er in den folgenden Jahren mehrfach. In der Saison 2001/02 gewann er die Gesamtwertung des B-Weltcups, nachdem er bereits 1999/00 den zweiten Platz verbuchen konnte.
Rotevatn nahm an den Nordischen Junioren-Skiweltmeisterschaften 1996 im italienischen Asiago teil. Im Teamwettbewerb gewann er am 3. Februar 1996 gemeinsam mit Preben Fjære Brynemo und Kristian Hammer die Goldmedaille. Bei den Nordischen Skiweltmeisterschaften 2001 im finnischen Lahti wiederholte er dies gemeinsam mit Kenneth Braaten, Bjarte Engen Vik und Hammer. Bei den Olympischen Winterspielen 2002 in Salt Lake City ging Rotevatn ebenfalls an den Start. Beste Ergebnisse waren ein fünfter Platz im Teamwettbewerb und ein 13. Rang im Sprint von der Großschanze.
Sein letztes internationales Rennen bestritt Sverre Rotevatn am 6. März 2004 in Lahti.

## Erfolge

### Olympische Winterspiele
- Salt Lake City 2002: 5. Team (K 90/4 × 5 km), 13. Sprint (K 120/7,5 km), 36. Gundersen (K 90/15 km)

### Nordische Skiweltmeisterschaften
- Lahti 2001: 1. Team (K 90/4 × 5 km), 27. Gundersen (K 90/15 km), 48. Sprint (K 116/7,5 km)

### Nordische Junioren-Skiweltmeisterschaften
- Asiago 1996: 1. Team (K 90/3 × 5 km)

### Weltcup-Platzierungen
| Saison  | Platz | Punkte |
| ------- | ----- | ------ |
| 2000/01 | 22.   | 394    |
| 2002/03 | 30.   | 130    |
| 2003/04 | 43.   | 065    |

### B-Weltcup-Platzierungen
| Saison  | Platz | Punkte |
| ------- | ----- | ------ |
| 1995/96 | 68.   | 008    |
| 1996/97 | 41.   | 030    |
| 1997/98 | 08.   | 130    |
| 1998/99 | 26.   | 088    |
| 1999/00 | 02.   | 235    |
| 2001/02 | 01.   | 273    |
| 2003/04 | 18.   | 338    |